# K.u. Honvédministerium

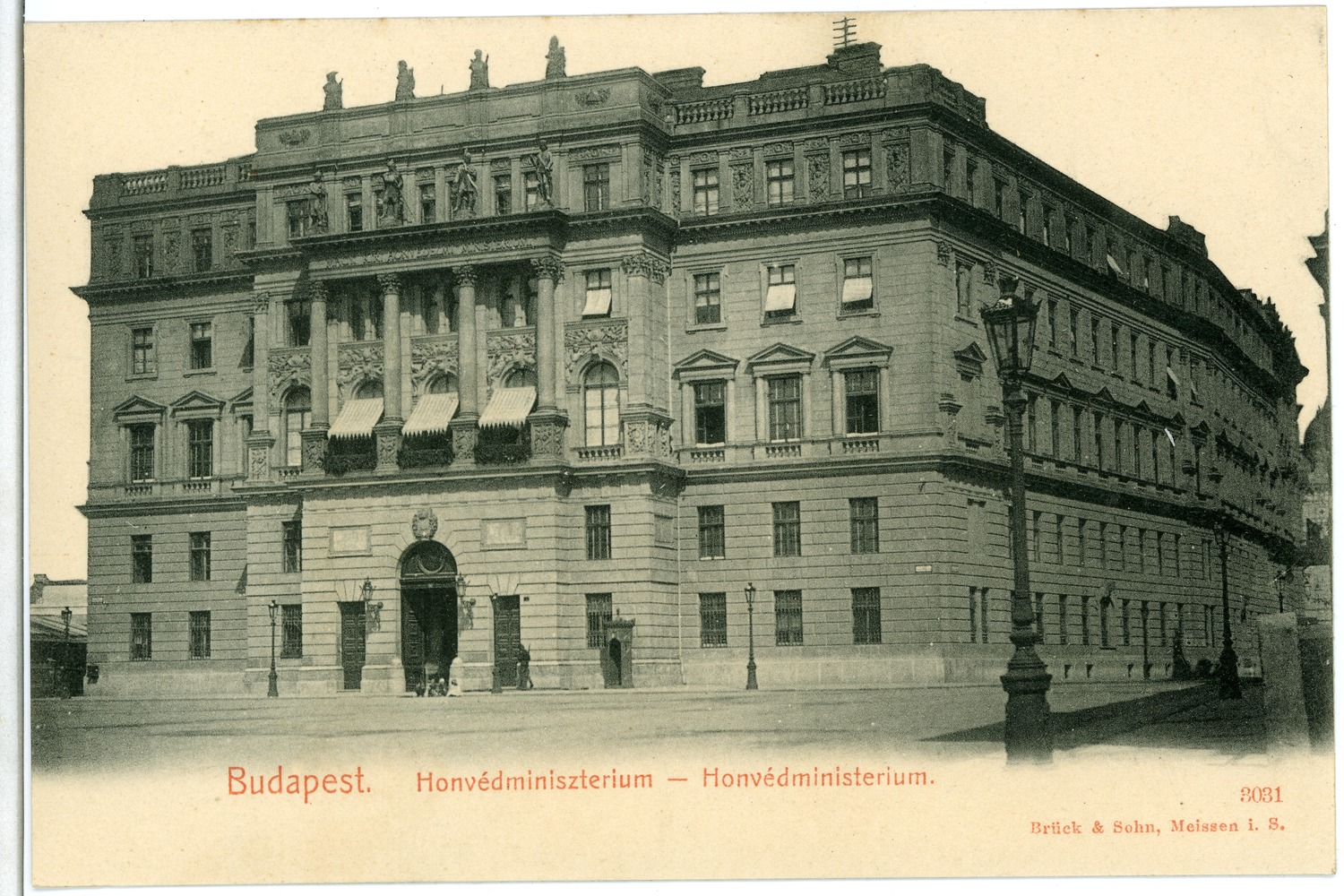
k.u. Honvédministerium auf dem Szent György tér des Burgpalastes in Budapest

Das k.u. Honvédministerium (deutsch „Königlich-ungarisches Verteidigungsministerium“) mit Sitz in Budapest war zuständig für Finanzierung, Organisation und Verwaltung der ab 1868 in der Transleithanischen Reichshälfte der österreichisch-ungarischen Monarchie aufgestellten militärischen Verbände der königlich-ungarischen Landwehr (ungarisch: Magyar Királyi Honvédség) und der angeschlossenen croatisch-slawonischen Landwehr. Das Honvédministerium bestand von 1868 bis zum Zerfall des gemeinsamen Heeres Anfang November 1918.
Es war eines von drei im Frieden formal unabhängig voneinander agierenden Streitkräfteministerien der Doppelmonarchie. Die anderen beiden Ministerien (mit Sitz in Wien) waren:
- das k.u.k. Kriegsministerium – zuständig für das gemeinsame Heer  und die Kriegsmarine
- das k.k. Ministerium für Landesverteidigung – zuständig für die kaiserlich-königliche Landwehr

## Rahmenbedingungen
Nach dem verlorenen Krieg mit Preußen (den Preußen begonnen hatte) war Kaiser Franz Joseph I. 1866/1867 gezwungen, dem seit der gescheiterten Sezession 1849 in passivem Widerstand verharrenden Königreich Ungarn mit dem so genannten österreichisch-ungarischen Ausgleich Teilsouveränität und Gleichberechtigung mit Österreich einzuräumen. Dazu musste das bis dahin einheitlich geführte Kaisertum Österreich (mit Ungarn als Teil) verfassungsrechtlich in die so genannte „Doppelmonarchie“ umgebaut werden.
Eine der Forderungen Ungarns war die nach eigenen Streitkräften. Der Kompromiss mit der Krone ergab das Recht beider Reichshälften, ab 1867 neben dem weiterhin bestehenden (gemeinsamen) Heer eigene Territorialstreitkräfte aufzustellen: In Transleithanien wurde die k.u. Landwehr (ungarisch: Királyi Honvédség, auch auf Deutsch im Kontrast zur österreichischen Landwehr oft als Honvéd bezeichnet) aufgebaut, in Cisleithanien ihr entsprechend die k.k. Landwehr.
Obwohl das gemeinsame Heer den Hauptteil der gesamten bewaffneten Macht bildete, gab es kein gemeinsames Wehrgesetz beider Reichshälften. Diese hatten sich 1867 Autonomie bei der Rekrutierung vorbehalten.

## Organisation

### Budget
Ab 1868 bestanden in Österreich-Ungarn drei de jure selbstständige Heereskörper nebeneinander, von denen jedoch das gemeinsame Heer als bei weitem größte Institution führend war. So wurden etwa im Jahr 1896 für das Heer 140,2 Mio., für die Landwehr 15,7 Mio. und für die Honvéd (1895) 14,7 Mio. Gulden budgetiert. Auf Grund der wesentlich geringeren Rekrutenzahl der Landwehr war diese jedoch budgetär nicht automatisch schlechter gestellt: Im Heeresbudget waren zum Beispiel auch Kosten für Festungsbauten enthalten; die Landwehr konnte sich hingegen auf Ausbildung und Ausrüstung konzentrieren.

### Oberbefehlshaber
Den „allerhöchsten Oberbefehl“ hatte bis Juli 1914 König Franz Joseph I. selbst inne; mit Kriegsbeginn ernannte er General der Infanterie Erzherzog Friedrich von Österreich-Teschen zum Armeeoberkommandanten, dem alle Landstreitkräfte Österreich-Ungarns unterstanden. Am 2. Dezember 1916 übernahm Karl IV. den ah. Oberbefehl selbst und behielt ihn bis zum Zerfall des gemeinsamen Heeres Anfang November 1918.

### Minister
- Graf Gyula Andrássy, 20. Februar 1867 – 14. November 1871 (zugleich ung. Ministerpräsident)
- Graf Menyhért Lónyay, 14. November 1871 – 5. Dezember 1872 (zugleich ung. Ministerpräsident)
- József Szlávy, 5. – 15. Dezember 1872 (zugleich ung. Ministerpräsident)
- Béla Szende, 15. Dezember 1872 – 18. August 1882
- Baron Béla Orczy, 20. August – 4. Oktober 1882 (interimistisch)
- Graf Gedeon Ráday, 4. Oktober 1882 – 26. Dezember 1883
- Baron Béla Orczy, 2. Januar 1884 – 28. Oktober 1884 (interimistisch)
- Baron Géza Fejérváry, 28. Oktober 1884 – 27. Juni 1903
- General der Kavallerie Dezső Kolossváry, 27. Juni – 3. November 1903
- Generalmajor Sándor Nyíri, 3. November 1903 – 18. Juni 1905
- Feldmarschalleutnant Ferenc Bihar, 18. Juni 1905 – 6. März 1906
- Feldmarschalleutnant Béla Pap, 6. März – 8. April 1906
- Sándor Wekerle, 8. – 14. April 1906 (interimistisch, zugleich ung. Ministerpräsident)
- Feldmarschalleutnant Lajos Jekelfalussy, 14. April 1906 – 17. Januar 1910
- Generaloberst Baron Samu Hazai, 17. Januar 1910 – 19. Februar 1917
- General der Infanterie Baron Sándor Szurmay, 19. Februar 1917 – 23. Oktober 1918

## Sitz

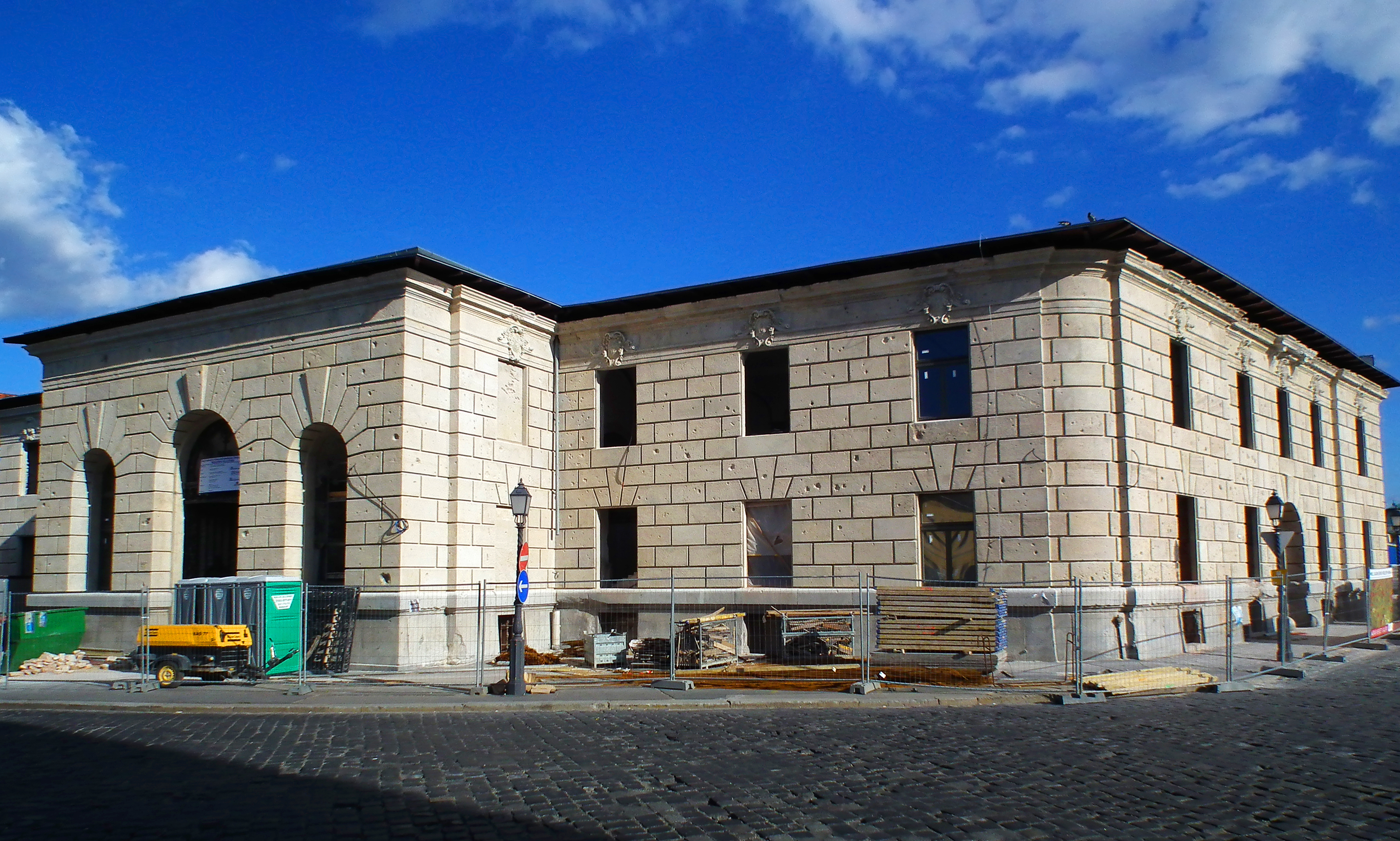
Erdgeschoss des Honvédministeriums-Gebäudes, 2013

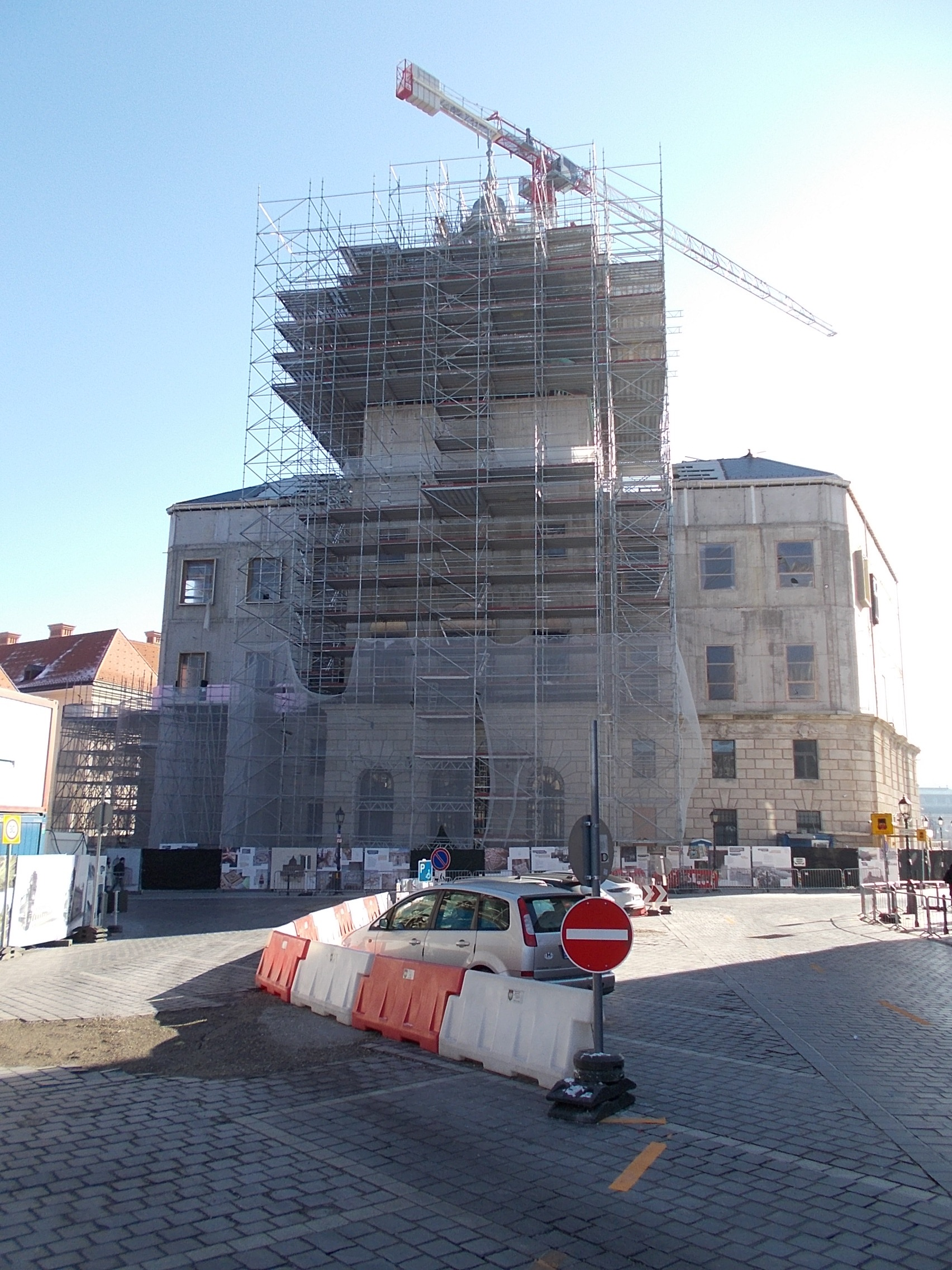
Stand der Bauarbeiten im Januar 2024

Das königliche Honvédministerium hatte zuletzt seinen Sitz in einem von 1879 bis 1881 errichteten Gebäude mit prunkvoller Fassade, das sich auf dem Szent György tér im Burgviertel von Budapest befand. Auf dem St. Georgs-Platz vor dem Honvédministerium fand am 30. Dezember 1916 der Ritt des neu gekrönten Königs Karl IV. auf den Krönungshügel statt, der zu diesem Zweck eigens errichtet worden war. In der Schlacht um Budapest im Winter 1944/45 wurde das Gebäude des Honvédministeriums schwer beschädigt und später abgerissen. Im erhaltenen Erdgeschoss des Gebäudes war zwischenzeitlich ein Museum zur Geschichte der ungarischen Armee eingerichtet. Das Gebäude wird im Rahmen des Nationalen Hauszmann-Programms rekonstruiert.